# Besano
Besano es un municipio italiano de la provincia de Varese, región de Lombardía, con 2.548 habitantes.

## Evolución demográfica
| Gráfica de evolución demográfica de Besano entre 1861 y 2001 |
|                                                              |
| Fuente ISTAT - elaboración gráfica de Wikipedia              |